# Willis (Teksas)
Willis je grad u američkoj saveznoj državi Teksas. Prema popisu stanovništva iz 2010. u njemu je živjelo 5.662 stanovnika.